# Ardisia basilanensis
Ardisia basilanensis är en viveväxtart som beskrevs av Elmer Drew Merrill. Ardisia basilanensis ingår i släktet Ardisia och familjen viveväxter. Inga underarter finns listade i Catalogue of Life.